# 美人三姉妹温泉芸者が行く!
『美人三姉妹温泉芸者が行く!』（びじんさんしまいおんせんげいしゃがゆく!）は、1995年から2001年までフジテレビ系「金曜エンタテイメント」で放送されたテレビドラマシリーズ。全6回。主演は斉藤由貴。

## キャスト

### 芸者置屋「三田屋」
三田春呼
演 - 斉藤由貴
長女。三姉妹は両親を早くに亡くし祖母に育てられる。第1作は失恋の痛手を負い夏呼とともに故郷の那須温泉に帰り芸者になる。第2作は東京でOL、第4作は失業中、第5作で文啓出版の記者になる。
三田夏呼
演 - 水野真紀
次女。第1作は失恋の痛手を負い春呼とともに故郷の那須温泉に帰り芸者になる。第2作は東京でOLをしている。第4作で香月純一朗と駆け落ちする。
三田秋呼
演 - 佐伯日菜子（第1作）、今村恵子（第2作 - 第6作）
三女。芸者。

### その他
前島京平
演 - 池内万作（第3作・第4作）
探偵。
堀井将
演 - 生瀬勝久（第5作・第6作）
カメラマン。報道カメラマンを志望している。

### ゲスト
第1作「那須なみだ雪殺人事件」（1995年）
- 田代雄介（刑事・春呼の幼馴染） - 竹内力
- 薫（山野屋の芸者） - 花水木優
- 高原浩一（代議士） - 菅田俊
- 涼子（ミスキャンパス） - 小松裕奈
- カネ（女将） - 千石規子
- 岡林（黒磯警察署 警部補） - 桜金造
- いずみ（山野屋の芸者・野崎の愛人） - 可愛かずみ
- 菊乃（芸者置屋「三田屋」通い芸者） - 大場久美子
- 野崎俊夫（高原の秘書） - 佐藤B作
- 工藤明子、二瓶鮫一、野仲功

第2作「鬼怒川なみだの折鶴殺人事件」（1996年）
- 吉田光一（警官） - 梨本謙次郎
- 藤代雪子 - 吉野真弓
- 田村 - 中西良太
- 鎌田秀明（大学教授） - 佐渡稔
- 楠大介（会社の重役） - 中原潤
- 永井マツ - 松波志保
- 島村ウメ - 柳川慶子
- 木下俊雄 - 大門正明
- 藤代花実（置屋「松田屋」若女将） - 濱田万葉
- 小泉和正（画伯） - 山下真司
- 岸田聖、轟謙司、白坂晃子、荻田佳也子

第3作「伊豆稲取なみだの海鳥殺人事件」（1996年）
- 須磨博司（カメラマン・春呼の婚約者） - 石黒賢
- 柏木良（会社社長・須磨の幼馴染） - 田中実
- 佐伯一乃（コンパニオン） - いとうまい子
- 天野（署長） - 山内としお
- 水島（刑事） - 荒木祐介
- 金井二郎（柏木の会社副社長） - 深水三章
- 中村ミエ（カメラマン） - 笹川かおり
- 村田季江 - 石井トミコ
- 野村あゆみ - 花水木優
- 神埼静 - 麻田かおり

第4作「月岡湯けむり心中殺人事件」（1997年）
- 里子（置屋の女将・三姉妹の叔母） - 三島ゆり子
- 円山雪乃（香月の元恋人・転落死） - 越智静香
- 香月美知子（香月の妻） - あめくみちこ
- 火田精一（月岡警察署 警部補） - 金田賢一
- 香月純一朗（作家・夏呼の駆け落ち相手） - 田村亮
- ただのあつ子、川村かおり、宮本亜紀子

第5作「恐怖の旋律・箱根芦ノ湖殺人事件」（1998年）
- 柳生龍一郎（天才ヴァイオリニスト） - 並樹史朗
- 早坂桜子（エステサロン経営者・柳生の生徒） - しみず霧子
- 森山由佳（柳生の生徒） - 伊藤美紀
- 今井章子（音大生・10年前死亡） - 麻田かおり
- 野島貫一（不動産屋・秋呼の求婚者） - 松重豊
- 原淳史（柳生のマネージャー） - 橋爪淳
- 神田郁（箱根の置屋「一屋」女将・本名「篠崎彩」） - 野村真美
- 川田しのぶ、山上賢治

第6作「松山道後に響く謎の怨恨殺人」（2001年）
- カオル（コンパニオン） - 中村綾
- 若葉（置屋「結城屋」芸者） - 松尾晶代
- 久保田幸造（成り上がり者） - 出光元
- 渋谷裕一 - 中西良太
- 松乃（置屋「結城屋」芸者） - 筒井真理子
- 田島沙知 - 大沢さやか
- 結城和也（たまきの息子） - 沢村一樹
- 田島桃代 - 田島令子
- 結城たまき（置屋「結城屋」女将・三姉妹が幼い時世話になる） - もたいまさこ
- 伊藤隆、樋渡真司、唐沢民賢、山上賢治、内田修司、鈴木ゆかり、下條弥生、千葉良太、轟謙司、町田政則、城春樹、泉福之助、山崎明美、久保田真紀

## スタッフ
- 企画 - 小林義和（第1作）、大辻健一郎（第1作）、遠藤龍之介（第2作）、清水賢治（第6作）、瀧山麻土香（第6作）
- 脚本 - 江頭美智留（第1作）、瀧川晃代（第2作・第3作）、梶本恵美（第4作）、中村恵子（第5作・第6作）
- 音楽 - 朝倉紀行
- 監督 - 大井利夫
- 技術協力 - 東通、ウェルアップ
- プロデューサー - 中曽根千治、金丸哲也
- 制作協力 - 東映ビデオスタジオ
- 制作 - フジテレビ、東映

## 放送日程
| 話数 | 放送日        | サブタイトル                   | 脚本       | 監督     |
| ---- | ------------- | ------------------------------ | ---------- | -------- |
| 1    | 1995年2月24日 | 那須なみだ雪殺人事件           | 江頭美智留 | 大井利夫 |
| 2    | 1996年1月12日 | 鬼怒川なみだの折鶴殺人事件     | 瀧川晃代   | 大井利夫 |
| 3    | 9月27日       | 伊豆稲取なみだの海鳥殺人事件   | 瀧川晃代   | 大井利夫 |
| 4    | 1997年6月06日 | 月岡湯けむり心中殺人事件       | 梶本恵美   | 大井利夫 |
| 5    | 1998年2月27日 | 恐怖の旋律・箱根芦ノ湖殺人事件 | 中村恵子   | 大井利夫 |
| 6    | 2001年6月01日 | 松山道後に響く謎の怨恨殺人     | 中村恵子   | 大井利夫 |